# Selmasongs
Selmasongs (fullständig titel: Selmasongs: Music from the Motion Picture Soundtrack Dancer in the Dark) är ett soundtrackalbum av den isländska musikern Björk till musikalfilmen Dancer in the Dark. Albumet gavs ut 2000 på skivbolaget One Little Indian, samma år som filmen utkom. Björk har skrivit musiken och sjunger även på albumet.
"I've Seen It All", som framförs tillsammans med Radiohead-sångaren Thom Yorke, släpptes även som singel.

## Låtlista
1. "Ouverture" (Björk) – 3:38
2. "Cvalda" (Björk, Von Trier, Bell, Sjón/med Catherine Deneuve) – 4:48
3. "I've Seen It All" (Björk, Von Trier, Bell/med Thom Yorke) – 5:29
4. "Scatterheart" (Björk, Von Trier, Sjón) – 6:39
5. "In the Musicals" (Björk, Von Trier, Bell, Sjón) – 4:41
6. "107 Steps" (Björk, Von Trier, Sjón/med Siobhan Fallon) – 2:36
7. "New World" (Björk, Von Trier, Sjón) – 4:23